# Ад в клетка (2015)
Ад в Клетка (2015) е кеч турнир, продуциран от WWE, проведен в Staples Center в Лос Анджелис, Калифорния на 25 октомври 2015 г.
Шоуто е седмо в хронологията на Ад в Клетка. Той беше първият турнир, различен от Лятно Тръшване в Лос Анджелис откакто Без Изход през 2007. Това беше последният мач от Турнето Върви по Дяволите на Брок Леснар. Спонсора на това шоу беше играта на WWE, WWE2К16.
Осем мача бяха проведени по време на турнира, един от които беше в Предварителното шоу. В главния мач Брок Леснар победи Гробаря в Мач Ад в Клетка. Събитието също ще бъде запомнено със завръщането на Алберто Дел Рио и Зеб Колтър в WWE, когато Дел Рио отговори на „Отвореното Предизвикателство“ на Джон Сина и го победи, за да спечели Титлата на Съединените щати.

## Заден план
Ад в Клетка включваше кеч мачове с участието на различни борци от вече съществуващи сценични вражди и сюжетни линии, които изиграват по Първична сила и Разбиване. Борците са добри или лоши, тъй като те следват поредица от събития, които са изградили напрежение и кулминират в мач или серия от мачове. Както всеки турнир Ад в Клетка и в този бяха включени мачове Ад в Клетка, този на Роумън Рейнс и Брей Уаят и на Брок Леснар и Гробаря. Накрая на шоуто Гробаря беше отнесен от ринга от Семейство Уаят.

## Резултати
| #                                                                           | Резултати                                                                                   | Правила | Време |
| 1P                                                                          | Долф Зиглър, Сезаро и Невил победиха Шеймъс, Крал Барет и Русев                             | Отборен мач с 6 души | 11:30 |
| 2                                                                           | Алберто Дел Рио (със Зеб Колтър) победи Джон Сина (ш)                                       | Мач за Титлата на Съединените щати                                                                                                   | 07:48 |
| 3                                                                           | Роумън Рейнс победи Брей Уаят                                                               | Мач Ад в Клетка | 23:03 |
| 4                                                                           | Нов Ден (Големият И и Кофи Кингстън) (ш) победиха Дъдли Бойс (Бъба Рей Дъдли и Дивон Дъдли) | Отборен мач за Отборните Титли на Федерацията                                                                                        | 08:24 |
| 5                                                                           | Шарлът (ш) победи Ники Бела чрез предаване                                                  | Мач за Титлата при Дивите; всяка дива беше изгонена от ринга                                                                         | 10:39 |
| 6                                                                           | Сет Ролинс (ш) победи Кейн                                                                  | Мач за световната титла в тежка категория на Федерацията; откакто Кейн загуби мача, е премахнат от поста си като Оперативен Директор | 14:35 |
| 7                                                                           | Кевин Оуенс (ш) победи Райбак                                                               | Мач за Интерконтиненталната Титла | 05:35 |
| 8                                                                           | Брок Леснар (с Пол Хеймън) победи Гробаря                                                   | Мач Ад в Клетка | 18:10 |
| (ш) – указва шампиона/шампионите в мача; P – показва, че мача е преди шоуто |                                                                                             | |       |